# Ахилејев тријумф (збирка поезије)
Ахилејев тријумф је збирка поезије Луиз Глик коју је 1985. објавио Ecco Press. Добила је награду Националног круга књижевних критичара за поезију. Рад се бави темама из класичне антике и митологије. Књижевни критичар Данијел Морис описује га као „кључно дело“ у опусу Луиз Глик.
Пишући за The New York Times, ауторка и критичарка Лиз Розенберг описала је збирку као „јаснију, чистију и оштрију“ од Луизиног претходног рада. Критичар Питер Стит, писајући у The Georgia Review, изјавио је да је књига показала да је Гликова „међу важним песницима нашег доба“. Из збирке, песма „Mock Orange“, која је упоређена са феминистичком химном, је названа „антологијским делом“ због тога што се често појављивала у антологијама поезије и на факултетским курсевима. Венди Лесер описала је „језик” песме као „упорно директан”.